# 布多乡
布多乡（藏語：སྤོ་སྟོད་），是中华人民共和国西藏自治区日喀则市仲巴县下辖的一个乡镇级行政单位。

## 行政区划
布多乡下辖以下地区：
次扎村、纳强村和扎西故坚村。